# Jim Chim

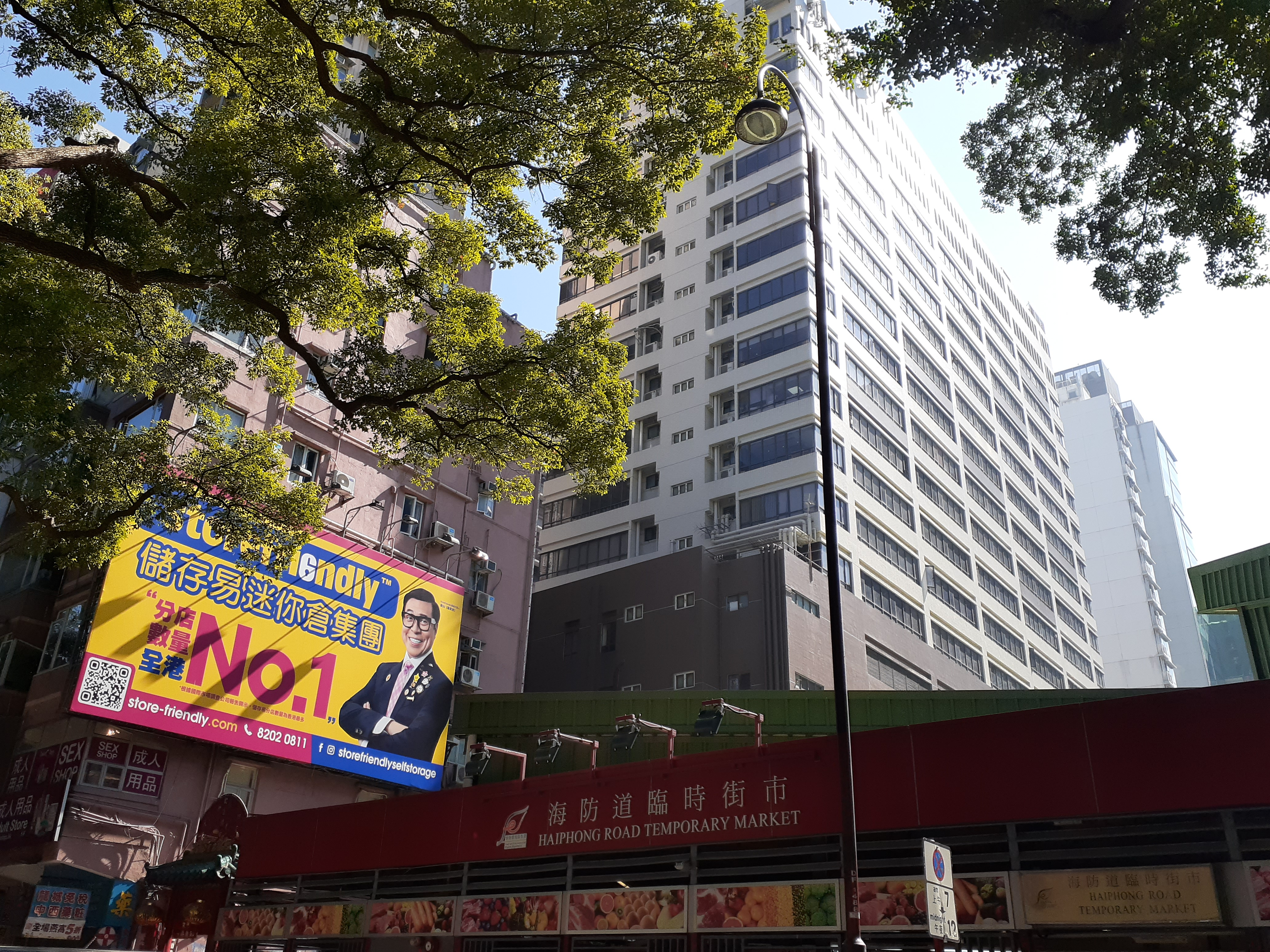
Jim Chim sur un panneau publicitaire en décembre 2020.

Jim Chim, de son vrai nom Chim Sui-man (詹瑞文, né le 6 mai 1965), est un homme de théâtre hongkongais, également acteur de cinéma et comédien de doublage.

## Biographie
Jim Chim, directeur artistique associé du Theatre Ensemble, co-fonde la compagnie avec Olivia Yan (en) en 1993. Depuis lors, il a joué et mis en scène des spectacles qui ont été acclamés par la critique et le public de Hong Kong. Il est connu pour son humour distinctif, ses mouvements physiques et son style de jeu.
Il reçoit le premier Drama Development Fellowship du Hong Kong Arts Development Council Drama Committee en 2000 et également le prix du meilleur acteur dans un second rôle et le prix du meilleur acteur de la Hong Kong Federation of Drama Society respectivement en 1998 et 2000.
Outre ses réalisations créatives et théâtrales, Chim se consacre également à la formation théâtrale et établi le concept artistique PIP-Pleasure In Play. En 2003, il fonde l'école PIP, offrant non seulement une formation professionnelle dans les arts de la scène, mais véhiculant aussi davantage le style de vie PIP. Il est invité à diriger des ateliers de théâtre dans des universités locales et étrangères et des organisations artistiques professionnelles, notamment l'école Philippe Gaulier (Royaume-Uni), The Theatre Practice (Singapour), la National Drama Company (Chine), le U-Theatre (Taïwan) et le toute première école de théâtre à plein temps de Tokyo établie par le Nouveau théâtre national de Tokyo (Japon).
Chim travaille avec des artistes étrangers et locaux, dont David Glass et Meng Jin Hui. Ces dernières années, il s'est également beaucoup impliqué dans le cinéma hongkongais et est apparu dans des films tels que You Shoot, I Shoot (en), Men Suddenly in Black (en), Isabella, McDull, the Alumni (en) et Driving Miss Wealthy (en). Il est nommé au Hong Kong Film Award du meilleur acteur dans un second rôle pour ce dernier film. Il prête également sa voix pour divers doublages en cantonais de films américains, notamment pour Simba dans Le Roi Lion (1994) et Dave Douglas dans Raymond (2006).
En 2004, Chim reçoit le prix Men of Vision 2004  décerné par Royal Salute et est invité par le bureau des affaires éducatives et culturelles (en) du département d'État des États-Unis à se rendre en Amérique en août 2006 en tant que bénéficiaire du programme d'échanges culturels International Visitor Leadership Program.

## Filmographie
- 2001 : You Shoot, I Shoot
- 2002 : Mighty Baby
- 2003 : Good Times, Bed Times
- 2003 : Dragon Loaded 2003
- 2003 : Men Suddenly in Black
- 2003 : Spy Dad
- 2004 : Driving Miss Wealthy
- 2004 : Supermodel
- 2004 : Ambush
- 2004 : Twins Effect 2
- 2004 : Escape from Hong Kong Island
- 2004 : Beyond Our Ken
- 2004 : Kung Fu Soccer
- 2005 : DragonBlade
- 2005 : A.V.
- 2006 : McDull, the Alumni
- 2006 : Isabella
- 2006 : Men Suddenly in Black 2
- 2007 : Simply Actors
- 2007 : Exodus
- 2009 : McDull, Kung Fu Kindergarten
- 2010 : Beauty on Duty
- 2011 : I Love Hong Kong
- 2011 : Men Suddenly in Love
- 2011 : Microsex Office
- 2011 : Une Vie simple
- 2012 : Love in the Buff
- 2012 : Vulgaria
- 2013 : Young and Dangerous: Reloaded
- 2013 : Hotel Deluxe
- 2013 : Mortician
- 2013 : SDU: Sex Duties Unit
- 2014 : Golden Chicken 3
- 2014 : Black Comedy
- 2014 : Flirting in the Air
- 2015 : Lost in Hong Kong
- 2016 : Good Take, Too!
- 2016 : Girl of the House
- 2016 : Sky on Fire
- 2017 : Cook Up a Storm
- 2017 : Vampire Cleanup Department
- 2017 : Control Freaky
- 2018 : A Beautiful Moment
- 2018 : Agent Mr Chan
- 2019 : I Love You, You're Perfect, Now Change!
- 2020 : Enter the Fat Dragon